# ورزشگاه هایپو-آرنا

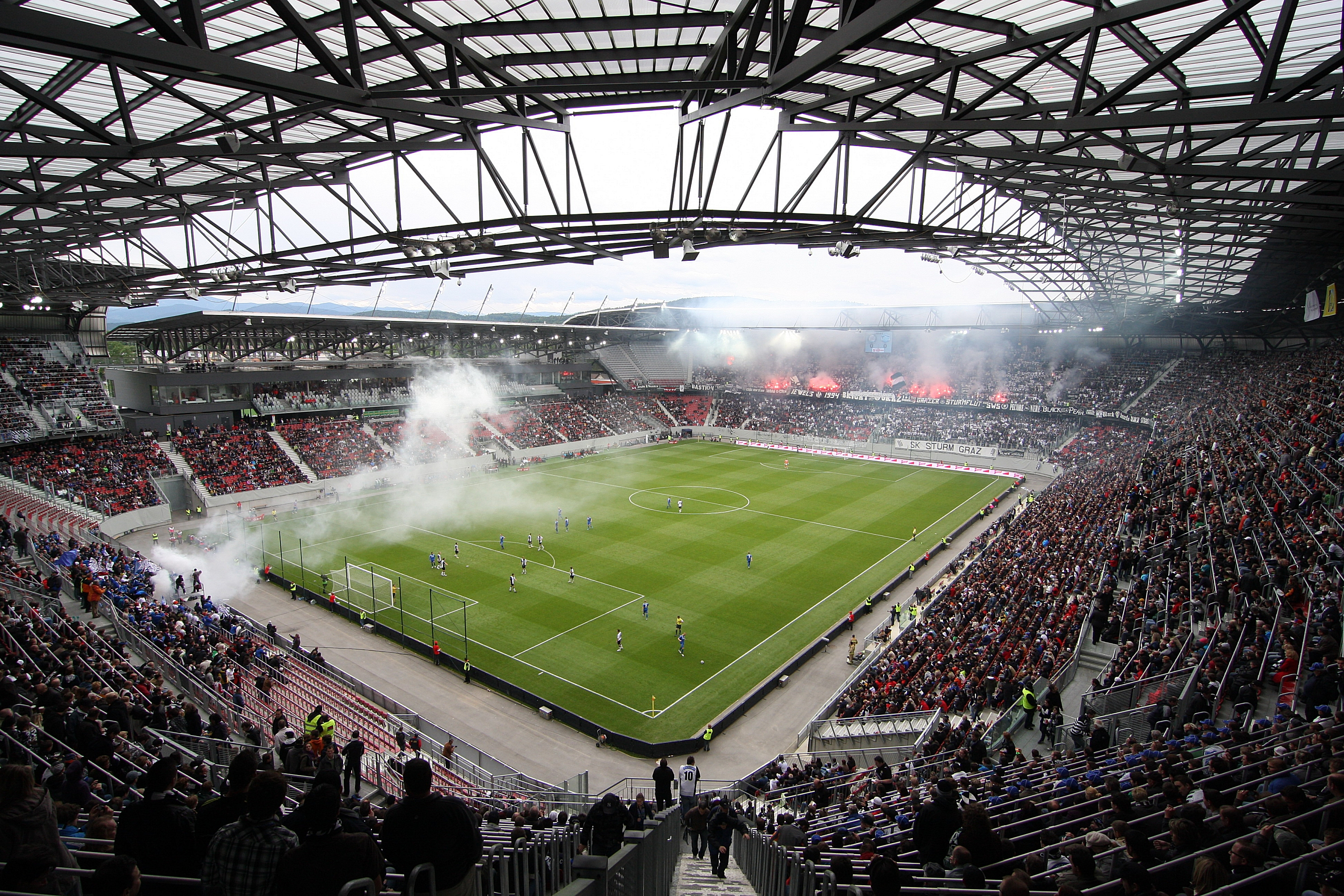

هایپو-آرنا یک ورزشگاه چندمنظوره در کلاگنفورت اتریش است. این ورزشگاه زمین خانگی تیم اس‌کا آستریا کارنتن محسوب می‌شود.
ورزشگاه پیشین که با نام ورزشگاه وورسرسی شناخته می‌شد، در سال ۱۹۶۰ ساخته شد و گنجایش ۱۰٬۹۰۰ نفر را داشت. در سال ۲۰۰۵ تخریب شد و هایپو آرنای جدید برای رقابت‌های قهرمانی فوتبال اروپا ۲۰۰۸ جای آن را گرفت که ۳۲٬۰۰۰ تماشاچی را در خود جای می‌دهد. هزینه ساخت ورزشگاه ۶۶٬۵۰۰٬۰۰۰ یورو بوده‌است. پس از یورو ۲۰۰۸، گنجایش ورزشگاه به ۱۲٬۵۰۰ نفر کاهش خواهد یافت. افتتاحیه رسمی با میزبانی مسابقه دوستانه بین اتریش و ژاپن روز ۱۶ شهریور ۱۳۸۶ برگزار شد.